# 安德魯斯角
64°30′S 62°55′W / 64.500°S 62.917°W
安德魯斯角（英語：Andrews Point）是南極洲的海岬，位於帕默群島中昂韋爾島東北岸，處於哈卡皮克灣和因弗雷斯港之間，現時由南極條約體系管理。